# Strymon latifasciata
Strymon latifasciata är en fjärilsart som beskrevs av Reb. Strymon latifasciata ingår i släktet Strymon och familjen juvelvingar. Inga underarter finns listade i Catalogue of Life.